# Río Humboldt
El río Humboldt (del inglés: Humboldt River) es un río del Oeste de Estados Unidos que discurre íntegramente por el estado de Nevada, en una zona poco poblada de su parte norte. Es un largo río endorreico perteneciente a la región de la Gran Cuenca que desagua en el Humboldt Sink, y que con sus afluentes, irriga la mayor parte del norte de Nevada, atravesándolo de este a oeste discurriendo a través de una sucesión de hendiduras en las cordilleras de la región, que discurren en dirección N-S. Administrativamente, discurre por los condados de Elko, Eureka, Lander, Humboldt,  Pershing y Churchill.
Tiene una longitud aproximada de unos 483 km —que lo convierten en el mayor río, en términos de caudal, y en el segundo, por longitud, de los ríos de Estados Unidos que no acaban, en última instancia, en el océano— y drena una cuenca de 42 994 km²,  similar a países como Dinamarca (131.º), Países Bajos (132.º) o Suiza (133.º).
El río constituye la única arteria natural que atraviesa la Gran Cuenca, y su valle ha propiciado un paso natural para las rutas históricas de la emigración hacia el Oeste, para el trazado del ferrocarril y luego de las modernas carreteras. 
El río es llamado así por el naturalista alemán Alexander von Humboldt.

## Historia

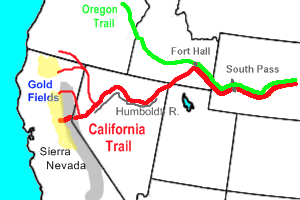
Mapa de las principales rutas al oeste, con la ruta de California, en rojo, siguiendo el curso del río Humboldt

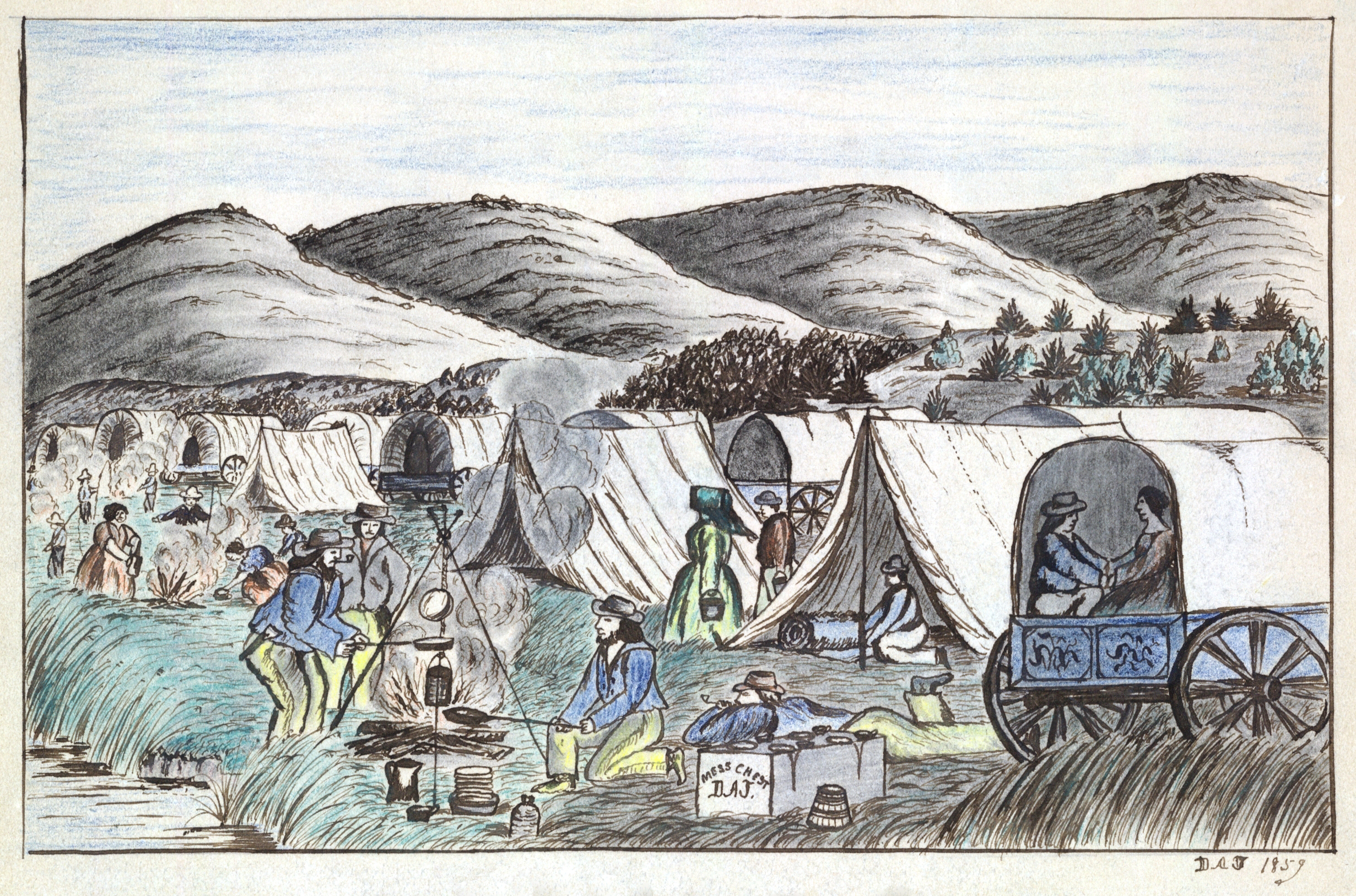
Un campamento de tiendas y carromatos en 1859, en un lugar cerca de la actual Wells (restaurada digitalmente).

La región del río Humboldt, en el norte de Nevada, estaba escasamente habitada por las tribus indias paiute y shoshone en el momento de la llegada de los colonos europeos en América. La región era poco conocida por los pueblos no indígenas hasta la llegada de los cazadores de pieles en pleno siglo XIX. 
El primer avistamiento del río fue el 9 de noviembre de 1828, por Peter Skene Ogden (1790-1854) durante su quinta expedición a la región del río Snake. 
Odgen era un trampero, comerciante de pieles y explorador canadiense que llegó descendiendo en dirección sur el río Pequeño Humboldt, hasta encontrarse con el río principal cerca de Winnemucca. Ogden exploró el río varios cientos de kilómetros, a lo largo de un sendero ardiente y realizó el primer mapa conocido de la región. Inicialmente le dio al río el nombre de «Unknown River» (rio Desconocido), debido a que la fuente y el curso del río le seguían siendo desconocidos; luego le llamó «Paul's River» (río de Paul), en honor de uno de sus cazadores, que murió en la expedición y fue enterrado a orillas del río; más tarde, cambió de nuevo el nombre a «Mary's River» (río de Mary), el nombre de la esposa india de uno de sus cazadores, aunque más tarde se convirtió en «St. Mary's River» (río de Santa María). En 1829 propuso que el nombre fuera «Swampy River» (río Pantanoso), un nombre que describe mejor el curso que recorre.
En 1833, la expedición Bonneville-Walker exploró el río, nombrándolo «Barren River» (río desnudo). En 1837, Washington Irving, en el libro en que describe la expedición Bonneville, sin embargo le llamó «Ogden River», un nombre que fue utilizado por muchos de los primeros viajeros. A comienzos de los años 1840, la pista que discurría a lo largo del río comenzó a ser utilizada por los colonos que iban hacia el Oeste, a establecerse en California. 
En 1848, el río fue de nuevo explorado por John C. Frémont, que hizo un minucioso mapa de la región y dio al río su nombre actual. Al año siguiente, el río se convirtió en parte de la ruta de California, la principal ruta terrestre para los emigrantes a los campos de oro de California. En 1869, el valle del río fue elegido por la compañía Central Pacific como parte del primer ferrocarril transcontinental de Estados Unidos. 
En el siglo XX, el valle del río se convirtió en la ruta para la carretera US 40, más tarde sustituida por la Interestatal 80. Unas 45.000 personas viven en ambas márgenes del río (dentro de unas 10 millas), aproximadamente un tercio de la población del estado fuera del oeste y sur de Nevada.

## Geografía

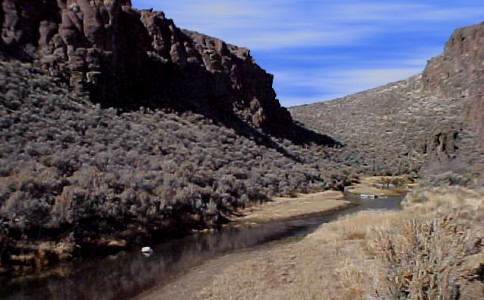
Ramal Norte del río Humboldt

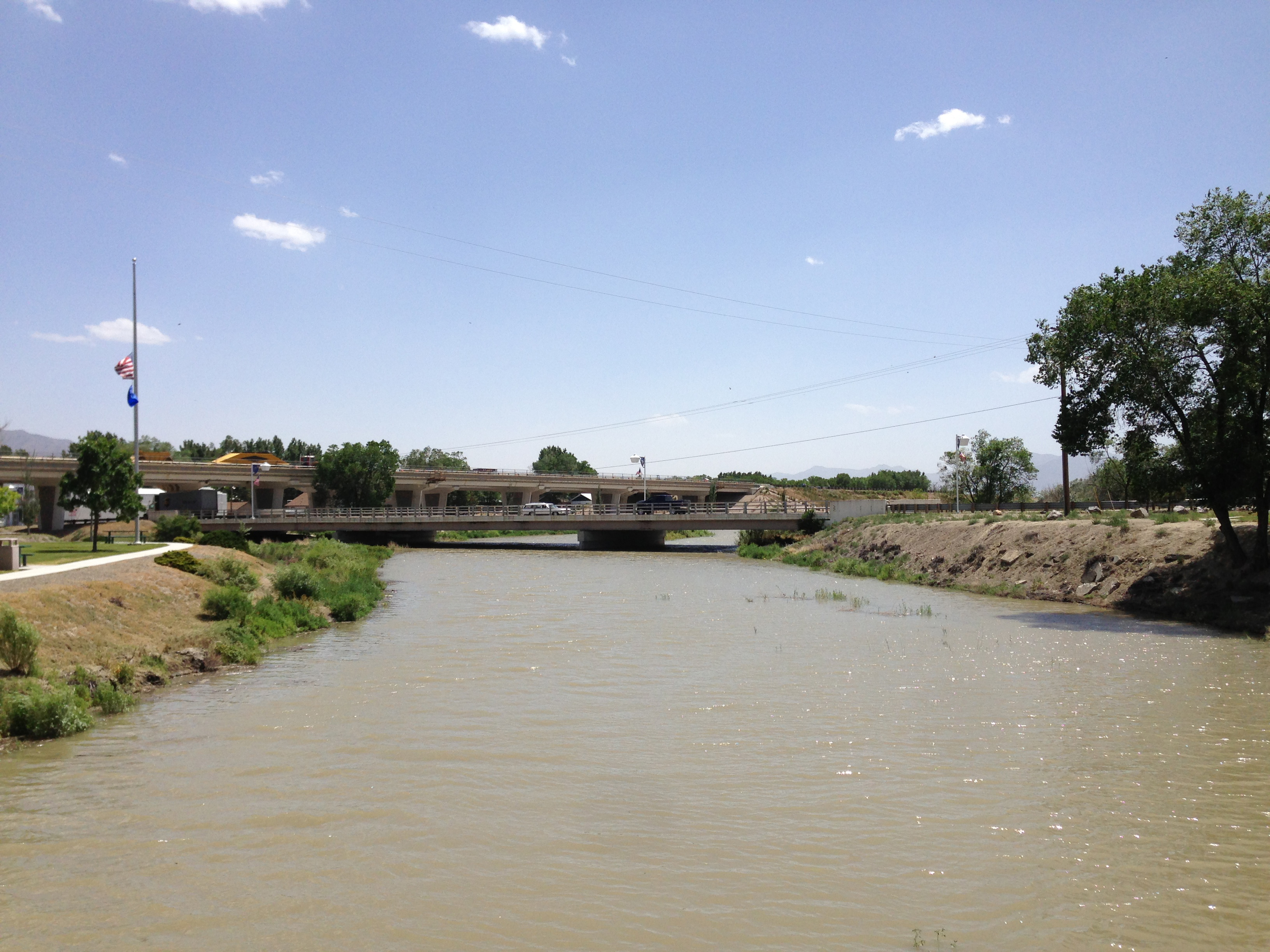
El Humboldt a su paso por Winnemucca, la ciudad más poblada de su curso

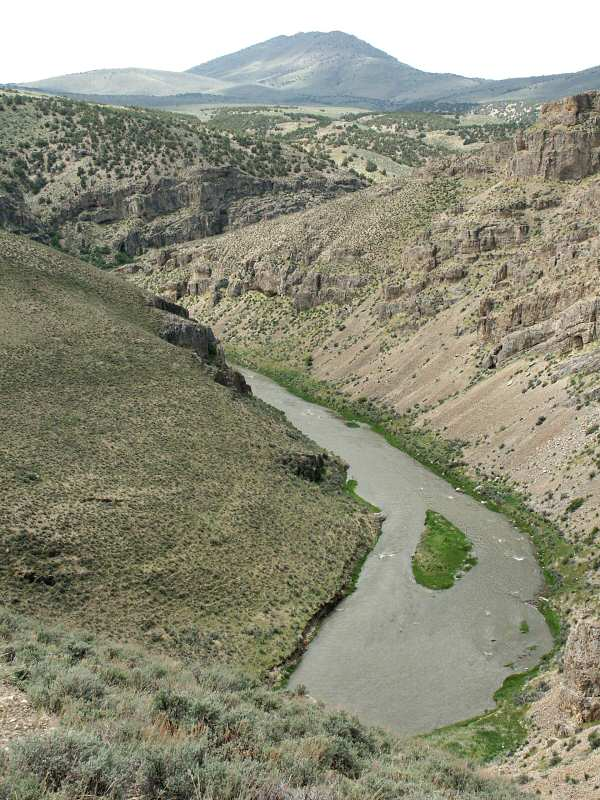
Ramal Sur del río Humboldt

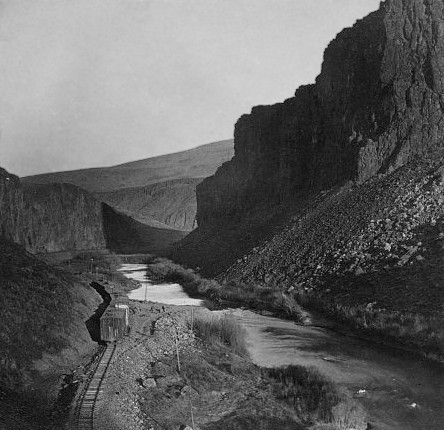
El río Humboldt atravesando el cañón Palisade en 1868, durante la construcción del Transcontinental Railroad (LOC).

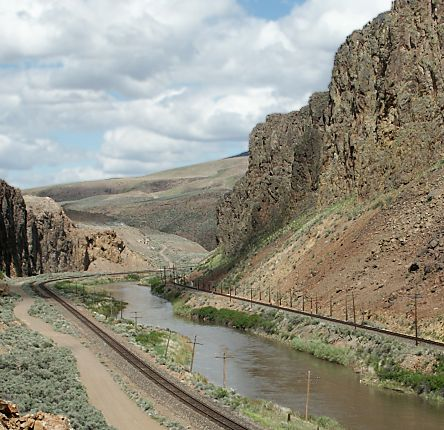
El mismo lugar, localizado al norte de Palisade, 140 años después.

El río Humboldt nace en un manantial llamado Humboldt Wells, en el extremo norte de la cordillera Humboldt Oriental (East Humboldt Range), justo a las afueras de la pequeña localidad de Wells (1292 hab. en 2010). El río fluye en dirección O-SO a través del condado de Elko, pasando por la pequeña localidad de Deeth—donde recibe por la derecha, procedente del norte, al río Marys—, Elburz —donde recibe, también por la derecha y llegando del norte, al río North Fork Humboldt (North Fork of the Humboldt River), con una longitud de unos 40 km—, Ryndon, Osino y la propia ciudad de Elko (16 980 hab.). 
Discurre luego a lo largo del extremo sur de las montañas Tuscarora, pasando por Hunter —donde recibe por la izquierda, procedente del sur, al río South Fork Humboldt (South Fork of the Humboldt River), con una longitud de unos 60 km—, Vivian, Carlin (2161 hab.) y Tyrol. Se interna luego, por su parte norte, en el condado de Eureka y llega a las localidades de Gerald, Barth, Harney, Beowawe y Shoshone, en el extremo norte de la cordillera Shoshone (Shoshone Range). Entra en el condado de Lander, también por su parte norte, y sigue por Mosel, Rosny y Battle Mountain (3635 hab.), la sede del condado, donde el río recibe por la izquierda y procedente del sur, al principal de sus afluentes, al largo río Reese (291 km). Aquí el río Humboldt vira hacia el noroeste, dando comienzo un tramo de una longitud aproximada de unos 80 km.
Pasa por la localidad de Piute y entra en el condado de Humboldt, al que da nombre. Sigue en la misma dirección, llegando a las pequeñas localidades de Elliso, Herrin y Red House, donde vira hacia el oeste. Sigue por el extremo norte de la cordillera Sonoma, pasando por Comus, Golconda (214 hab.), Bliss y Tule, donde recibe por la derecha, procedente del norte, al río Pequeño Humboldt (Little Humboldt River), con una longitud de unos 113 km. El río se vuelve para encaminarse en dirección suroeste, pasando por la ciudad de Winnemucca (7396 hab.), la más poblada de todo su curso, y Raglan y luego el Humboldt se adentra en el condado de Pershing. Sigue por Dun Glen, Mill City e Imlay (171 hab.), donde llega un tramo del río en que está represado, formando el embalse de Rye Patch (en la presa homónima de Rye Patch, finalizada en 1936 y ampliada en 1976). Pone rumbo sur, discurriendo por la vertiente occidental de la cordillera Humboldt, pasando por Rye Patch, Arabia, Kodak, Lovelock (1894 hab.) (la sede del condado), y Granite Point, ya en la zona del lago Humboldt, donde el río finaliza. El lago o sumidero Humboldt (Humboldt Sink) es una amplia zona, en el límite entre los condados de Pershing y Churchill, donde las aguas varían estacionalmente.
El río tiene un caudal muy variable, decreciendo en general en dirección aguas abajo hacia el oeste, en parte debido al uso de sus aguas para la irrigación.